# Amityville II: The Possession
Amityville II: The Possession (bra: Amityville 2, ou Terror em Amityville; prt: Amityville II - A Posse) é um filme méxico-estadunidense de 1982, do gênero terror, dirigido por Damiano Damiani, com roteiro de Tommy Lee Wallace baseado no romance Murder in Amityville, de Hans Holzer.

## Sinopse
A família Montelli muda-se para uma antiga casa, sem suspeitar que ela foi construída em cima de um cemitério indígena. Em razão disto, ela é habitada por um ser demoníaco, que entra no corpo do filho mais velho e o induz a matar sua família.

## Elenco
- James Olson (Padre Adamsky)
- Burt Young (Anthony Montelli)
- Rutanya Alda (Dolores Montelli)
- Jack Magner (Sonny Montelli)
- Andrew Prine (Padre Tom)
- Diane Franklin (Patricia Montelli)
- Moses Gunn (Detetive Turner)
- Ted Ross (Sr. Booth)
- Erika Katz (Jan Montelli)
- Brent Katz (Mark Montelli)
- Leonardo Cimino (Chanceler)
- Petra Lea (Sra. Greer)
- Alan Dellay (Juiz)
- Martin Donegan (Detetive Cortez)

## Produção
George Lutz queria que a sequência do filme de 1979 fosse baseado no livroThe Amityville Horror Parte II por John G. Jones, mas o produtor Dino De Laurentiis conseguiu um contrato com American International Pictures para uma sequência baseada em Murder in Amityville por Hans Holzer. Lutz processou De Laurentiis e acabou perdendo, mas conseguiu aplicação Colocado em teatros cartazes dizendo "Este filme não tem nenhuma afiliação com George e Kathy Lutz."